# Senoculidae
Los senocúlidos (Senoculidae) son  una familia de arañas araneomorfas, que forman parte de los licosoideos (Lycosoidea), una superfamilia formada por once familias entre las cuales destacan por su número de especies las familias Lycosidae, Ctenidae, Oxyopidae y Pisauridae.

## Distribución geográfica
Su distribución se concentra únicamente en el continente americano (América Central y Sudamérica).

## Sistemática
Con la información recogida hasta el 21 de septiembre de 2015, esta familia cuenta con 31 especies descritas comprendidas en un único género:
- Senoculus Taczanowski, 1872